# Ocomtún
Ocomtún is een archeologische site op het schiereiland Yucatan in Mexico van een stad uit de laat-klassieke periode van Meso-Amerika. 
Archeologen van Mexico's Nationaal Instituut voor Antropologie en Geschiedenis kondigden de ontdekking van de stad in juni 2023 aan, nadat ze de ruïnes hadden gevonden van verschillende piramidestructuren van ongeveer 15 m hoog in een relatief onontgonnen gebied van de staat Campeche. Analyse van aardewerkfragmenten gevonden in het gebied geven aan dat het gebied werd bewoond door de Maya's tussen 600 en 800, en dat de stad rond 1000 in verval raakte, samenvallend met het einde van de klassieke periode en verval van de Mayacultuur. Wetenschappers noemden de site Ocomtún naar het Maya-woord voor stenen zuil, vanwege de talrijke overblijfselen van stenen zuilen op de site.